# قرار مجلس الأمن التابع للأمم المتحدة رقم 25
قرار مجلس الأمن التابع للأمم المتحدة رقم 25، المعتمد في 22 مايو 1947، أوصى بقبول طلب إيطاليا لدى الأمم المتحدة في لجنة قبول الأعضاء الجدد «للدراسة وتقديم تقرير إلى مجلس الأمن في الوقت المناسب».
اعتمد القرار عشرة أصوات، بينما امتنعت أستراليا عن التصويت. تم قبول إيطاليا في وقت لاحق كعضو كامل في الأمم المتحدة بالقرار مجلس الأمن التابع للأمم المتحدة رقم 109 في عام 1955.